# Журавлині ворота
Журавлині ворота, або Журавель (пол. Brama Żuraw w Gdańsku) — історичний портовий кран і одна з водних брам Гданська, який розташований на річці Мотлава. Це одна з філій Національного морського музею в Гданську та найбільший і найстаріший зі збережених портових кранів середньовічної Європи.

## Історія
Ворота невідомого вигляду в цьому місці існували вже в 1363 році, а з 1367 року існує латинська згадка про caranum (журавель). У своєму нинішньому вигляді Журавель був побудований в 1442—1444 роках. Було споруджено дві масивні цегляні вежі та дерев'яний підйомний механізм, які пізніше були збільшені. Хоча фасади воріт з боку Мотлави та міста виглядають по-різному, вся споруда виконана у стилі фламандської готики. На початку 17 століття Журавель втратив своє військове значення. З часом цегляні вежі заселялися та створювалися ремісничі майстерні, а разом із перебудовою кімнат були розбиті віконні прорізи.
З моменту свого створення він служив головним чином як портовий пристрій для завантаження вантажів і баласту на кораблі та для встановлення щогл суден. Механізм складається з двох пар коліс бігової доріжки діаметром близько шести метрів кожне. Люди, що ходили всередині цих барабанів, використовувалися як рушійна сила. Апарат міг підняти вагу у дві тонни на висоту 27 метрів або, після зчеплення обох пар коліс, в 4 тонни на висоту 11 метрів.
Журавель спалили у 1945 році, коли місто захопила Червона армія. Дерев'яна частина згоріла, але частина стін уціліла. Наприкінці 1950-х років браму було реконструйовано, а 18 грудня 1959 року кран занесено до реєстру пам'яток.
У наш час це один із найвідоміших символів Гданська.